# 能動学習
能動学習（のうどうがくしゅう、英: active learning）は、機械学習の学習手法の一種であり、学習アルゴリズムがそのユーザや他の情報源に対話的に問い合わせることで、学習に有用なデータを優先して選択・生成し、ラベル付けを行うものである。能動学習の詳細な問題設定は多岐に渡り、プールベース能動学習などがある。